# Gabriela Frycz
Gabriela Frycz (ur. 15 października 1977 w Krakowie) – polska aktorka.

## Życiorys
Jest córką aktora Jana Frycza i siostrą, Olgi, która też jest aktorką. Jest absolwentką Państwowej Wyższej Szkoły Teatralnej w Krakowie.
W latach 2002–2005 była aktorką Teatru Śląskiego im. Stanisława Wyspiańskiego w Katowicach. Obecnie związana jest z Teatrem Nowym w Poznaniu.

## Filmografia
| - 2004: Karol. Człowiek, który został papieżem – Eliza - 2004: Ono - 2006: Wszyscy jesteśmy Chrystusami - 2009: Janosik. Prawdziwa historia - 2001: Samo niebo jako Jola (odc. 3) - 2004: Czwarta władza – dziennikarka „Gazety Codziennej” - 2004: Kryminalni jako antyglobalistka Majka, dziewczyna Maćka (odc. 9) - 2005: Oficer jako recepcjonistka w KGP (odc. 11) - 2005: Magda M. jako klientka kancelarii Piotra - 2005: Egzamin z życia jako koleżanka Joasi (odc. 23) - 2005: Pensjonat pod Różą jako Aneta, matka Antosia - 2006–2007: Pogoda na piątek jako Gaja Zamecznik, córka Grażyny i Tomasza - 2010: Ojciec Mateusz jako Marta Grabowska, narzeczona Olewicza (odc. 60, 400) - od 2016: Na Wspólnej jako Olga Tadeusiak - od 2018: M jak miłość jako Alicja | - Dziady – Teatr Nowy w Poznaniu - Wiśniowy sad – Teatr Nowy w Poznaniu - Testament psa – Teatr Nowy w Poznaniu - Wnętrza – Teatr Nowy w Poznaniu (premiera: marzec 2013) - „Turyści” – Teatr Nowy w Poznaniu (premiera: grudzień 2011) - Obsługiwałem angielskiego króla – Teatr Nowy w Poznaniu - Hamlet – Teatr Nowy w Poznaniu - Burza – Teatr Nowy w Poznaniu - Ożenek Gogola – Teatr Nowy w Poznaniu - Pamięć wody Stephensona – Teatr Nowy w Poznaniu - Sceny miłosne Scheaffera – Teatr Ludowy w Krakowie - Udając ofiarę Braci Presniakow – Teatr Nowy w Poznaniu - Matka Witkacego – Teatr Śląski w Katowicach - Pułapka Różewicza – Teatr Śląski w Katowicach - Kto się boi Virginii Woolf? – Teatr Śląski w Katowicach - Fantom Villgist’a – Teatr Śląski w Katowicach - Sen srebrny Salomei – Teatr Śląski w Katowicach |